# Caroline Hamann-Winkelmann
Caroline Hamann-Winkelmann (* 4. Oktober 1971 als Caroline Hamann in München) ist eine deutsche Journalistin und Fernsehmoderatorin.

## Leben
Caroline Hamann begann 1991 als Autorin mehrerer Fernsehproduktionen. Danach absolvierte sie von 1993 bis 1995 ein Volontariat bei ProSieben. Anschließend war sie Moderatorin der Nachrichten bei dem privaten Fernsehsender VOX, wo sie im Oktober 1997 für ihre Arbeit als „Anchorwoman“ mit einem Goldenen Löwen ausgezeichnet wurde. Später präsentierte Caroline Hamann bei Sat.1 das Nachrichtenmagazin Newsmaker.
Ab Mai 2001 moderierte sie im Wechsel mit anderen Kollegen die Informationssendungen im ZDF.
Sie war dort bei heute mittag sowie heute – in Deutschland zu sehen und war außerdem Co-Moderatorin des heute-journals.
Am 22. Juli 2002 begann Caroline Hamann ihre Arbeit bei den heute-Nachrichten um 19 Uhr als Nachfolgerin von Claus Seibel, der in den Ruhestand ging.
Von 19. Mai 2003 bis 2005 war sie außerdem Moderatorin der Sendung heute nacht.
Ab Januar 2007 arbeitete sie als Nachrichtensprecherin bei der Tagesschau. Im Mai 2009 gab sie bekannt, dass sie nach der Geburt ihres zweiten Kindes nicht zur Tagesschau zurückkehren werde.
Ab März 2010 war die Journalistin wieder auf dem Fernsehschirm zu sehen, in der Nachrichtensendung NDR aktuell im Nachmittagsprogramm.
Im März 2014 erschien ihr erstes Buch Mami Talk.
Sie war bis zu dessen Tod im Dezember 2021 mit dem DPD-Deutschland-Geschäftsführer Boris Winkelmann verheiratet. Aus der Verbindung gingen zwei Töchter (* 2008, 2009) hervor. Hamann wohnt in Hamburg-Lokstedt.